# KROX-FM
Pour les articles homonymes, voir KROX.
KROX-FM, également connue sous le nom 101X, est une station de radio musicale américaine basée à Buda, au Texas, et diffusant ses programmes sur Austin et son agglomération sur la fréquence 101,5 FM. Elle appartient au groupe de médias Emmis Communications (en).
KROX-FM a un format radio dit alternative rock, c'est-à-dire que sa programmation musicale est principalement axée sur le rock alternatif et le rock indépendant.

## Histoire
La station commence ses opérations le 8 juin 1995.

## Programmation
Parmi ses émissions les plus populaires, on compte :
- The Morning X with Jason and Deb, l'une des matinales à la plus forte audience à Austin sur la tranche d'âge 18-34 ans[1].